# هیپیاس اول
هیپیاس اول یا هیپیاس بزرگ (به یونانی: Ιππίας Μείζων) یکی از مکالمات افلاطون است. موضوع رساله کالون یا کالوس (زیبا، ستودنی یا اصیل) است.
شخصیت‌های این مکالمه سقراط و هیپیاس هستند.

## خلاصه مکالمه
هیپیاس سوفیست مشهور از شهر الیس، برای مأموریتی سیاسی به آتن آمده و با سقراط به گفتگو نشسته‌است. هیپیاس از هنر خود که سوفسطائی‌گری است تعریف می‌کند و می‌گوید که چگونه او بر خلاف گذشتگانی مثل بیاس و آناکساگوراس می‌تواند هم به امور سیاسی بپردازد و هم به کارهای شخصی؛ و این که او چگونه توانسته در سفر به نقاط گوناگون، ثروت بسیاری به دست آورد. سقراط فیلسوف را رودرروی سوفیست می‌نهد. یکی می‌خواهد خود را از شر ثروت خلاص کند تا مانع تفکر وی نشود، و دیگری تمام دانش و هنر خود را در راه مال‌اندوزی صرف می‌کند.
هیپیاس همچنان از مسافرت‌های خود به شهرهای مختلف سخن می‌گوید، از جمله از اسپارت اما در اسپارت کسی به او پول نمی‌دهد. سقراط می‌پرسد مردم اسپارت که بیش از همهٔ شهرهای یونان به قانون و تربیت جوانان اهمیت می‌دهند چرا سوفسطائیان را که مربی جوانان هستند، به جامعهٔ خود راه نمی‌دهند یا حاضر نیستند که به آنان پولی بپردازند؟ و در ادامه می‌پرسد مردم اسپارت به شنیدن چه سخنانی راغب هستند؟ هیپیاس می‌گوید «به شنیدن سرگذشت اقوام و پهلوانان کهن و چگونگی پیدایش شهرها و داستان‌های روزگاران گذشته شائق‌تر از هر چیزند.»
هیپیاس در ادامه می‌گوید چندی پیش دربارهٔ کارهای زیبایی که جوانان باید انجام دهند، سخن گفته‌است، و سقراط می‌پرسد زیبا چیست؟ هیپیاس در جواب می‌گوید که زیبا، دختر زیباست. سقراط می‌گوید هر چیز زیبا، زیبا است و این فقط اختصاص به دختر زیبا ندارد؛ و در ضمن به این معنی زیبایی نسبی است. زیباترین میمون‌ها در مقابل انسان زشت و دختران زیبا در برابر خدایان زشت هستند.
در تعریف دوم هیپیاس می‌گوید آن زیبایی که به دنبالش می‌گردی، زر است؛ یعنی در هر چیزی که زر بکار رود، زیباست. سقراط می‌گوید فایدیاس مجسمهٔ آتنه را با عاج ساخت و چشمانش را از سنگ و با وجود این زیباست؛ لذا زر زیبا نیست؛ مگر اینکه مانند هر چیز دیگر در جای خود بکار رود، و چه بسا قاشق چوبی در جای خود مثل هم زدن آش زیباتر از قاشق زرین باشد.
در تعریف سوم هیپیاس می‌گوید: «همیشه و در همه جا و برای همه‌کس، زیبا آن است که توانگر و تندرست باشد و به سر بلندی عمری دراز بسر برد و پدر و مادر خویش را موافق رسوم و آداب به خاک بسپارد و خود نیز به سالخوردگی برسد و چون درگذرد؛ فرزندانش با عزت و حرمت به خاکش سپارند.» به نظر سقراط، اشکال این تعریف در این است که شامل خدایان نمی‌شود و آیا فرزندان خدایان هم باید پدرانشان را با احترام به خاک بسپارند؛ درحالی که تصور مرگ برای خدایان جایز نیست؟ و اشکال دیگر اینکه همچون تعریف قبلی، این تعریف هم نسبی است. هیپیاس دیگر نمی‌تواند تعریفی ارائه کند.
سقراط خود تعاریف دیگری را ارائه می‌دهد، و خود به خرده‌گیری می‌پردازد. تعریف اول اینکه زیبایی یعنی تناسب. اما اشکال این تعریف این است که تناسب «سبب می‌شود که چیزها زیباتر از آنچه هستند بنماید و مانع می‌شود از اینکه هر چیز چنان‌که هست نمایان گردد.» یعنی تناسب سبب زیبایی نیست؛ بلکه سبب می‌شود که چیزی زیبا بنماید. پس تناسب غیر از زیبایی است.
سقراط در تعریف دوم خود از زیبایی می‌گوید زیبا چیزی است که سودمند باشد؛ و هر چه که توانایی انجام کاری را داشته و سودمند باشد زیباست و ناتوانی زشت است. سقراط علت توانایی و ناتوانی را می‌گوید ولی از آنجایی که بسیاری از مردم بر انجام کار بد توانا هستند؛ صرف توانایی نمی‌تواند زیبایی باشد یا صرف ناتوانی زشت؛ لذا تعریف را مقید می‌سازد به اینکه «زیبا» عبارت است از توانایی بر کار نیک، و سودمندی برای کارهای نیک " و اگر زیبا علت خوب باشد، آنگاه زیبا غیر از خوب است چون علت غیر از معلول است.
در تعریف سوم هر چه برای ما ایجاد لذت می‌کند، زیباست. یا به عبارت دیگر زیبا لذتی است که از راه چشم و گوش بدست آید. در این صورت زیبایی نسبی است. علاوه بر آن باید زیبایی چیزی باشد که نه در این باشد و نه در آن ولی در هر دو باشد؛ مثل زوج که نه در سقراط است و نه در هیپیاس اما در هر دو هست. بعضی از خاصیت‌ها وقتی در هر دو هست در هر یک به تنهایی نیست، ولی در بعضی دیگر خاصیتهایی که هر دو هست در هر یک به تنهایی نیز هست؛ زیبایی جزء کدامیک از آنهاست؟
هیپیاس می‌گوید «سقراط عزیز، عیب اینجاست که تو و امثال تو همهٔ امور را یک جا در نظر نمی‌آورید بلکه خود را به اجزاء کوچک مشغول می‌دارید و مثلاً موضوع» زیبا را از دیگر امور جدا می‌کنید و بدست می‌گیرید و با بحث و استدلال قطعه قطعه می‌کنید و در نتیجه کل هستی و ارتباط موزونی که میان اجزاء آن هست، از نظرتان پوشیده می‌ماند. کارتان بجایی می‌رسد که خیال می‌کنید ممکن است دو چیز با هم دارای خاصیتی یا وضع و حالی باشند ولی هر یک از آنها به تنهایی فاقد آن باشد یا هر یک از دو چیز به تنهایی دارای خاصیتی باشد ولی آن دو با هم آن خاصیت را نداشته باشند، و این خود بهترین دلیل بی‌خردی و ساده‌لوحی شماست.» کار بزرگ و زیبا آن است که آدمی هر وقت در دادگاه‌ها یا انجمن شهر یا در نزد دیگر مقامات دولتی کاری دارد بتواند فصیح و زیبا سخن بگوید و شنوندگان را شیفتهٔ خود سازد و بزرگترین جایزه‌ها را بدست آورد نه جایزه‌ای حقیر و ناچیز، یعنی بتواند جان و مال خود و دوستانش را حفظ کند. مرد باید به آن کارها دل ببندد نه به این موشکافیهای بی‌معنی و خنده‌آور، تا به دیدهٔ مردمان ابله و ناتوان ننماید.»
سقراط در جواب می‌گوید «هرگاه به دانشمندی چون تو می‌رسم و می‌خواهم درد پنهان خود را بگویم، پیش از آنکه درد مرا بشنود؛ زبان به دشنام و سرزنش می‌گشاید و می‌گوید «سقراط دست از سخنان بیهوده بردار» اما آن مردی که در درون من است و این سوالات را مطرح می‌کند، می‌گوید «شرم نداری که دربارهٔ کارهای زیبا سخن می‌گویی در حالی که نمی‌دانی» زیبا چیست؟ تو که از ماهیت «زیبا بیخبری چگونه می‌توانی گفتار یا کردار زیبا را از زشت بازشناسی؟» چه بسا هم شما و هم این مرد مرا سرزنش می‌کنید؛ و در پایان می‌گوید «شاید صلاح من در این است و گمان می‌کنم همنشینی با هر دوی شما برای من سودمند بوده‌است؛ زیرا اکنون به معنی آن مَثَل معروف پی می‌برم، که می‌گوید زیبا دشوار است.»

## مطالعهٔ بیش‌تر
ترجمه فارسی این مکالمه
- افلاطون (۱۳۵۷)، دورهٔ ۷ جلدی آثار افلاطون، ترجمهٔ محمدحسن لطفی، رضا کاویانی، تهران: انتشارات خوارزمی

دربارهٔ این مکالمه
- OLSEN, Halsten, "Socrates Talks to Himself in Plato’s Hippias Major", Ancient Philosophy, 20, 2000, p. ۲۶۵–۲۸۷
- (فرانسوی) Émile Chartier Alain, Platon, Champs-Flammarion, 2005, ISBN 2-08-080134-1
- (فرانسوی) Châtelet, François, Platon, Folio, Gallimard, 1989, ISBN 2-07-032506-7
- (فرانسوی) Pradeau, Jean-François, Les mythes de Platon, GF-Flammarion, 2004, ISBN 2-08-071185-7
- (فرانسوی) Pradeau, Jean-François, Le vocabulaire de Platon, Ellipses Marketing, 1998, ISBN 2-7298-5809-1